# Piero Capello
Piero Capello (Oulx, 22 marzo 1928 – Oulx, 18 settembre 1987) è stato un giornalista italiano.

## Biografia
Nato in alta Val Susa, dopo essersi arruolato giovanissimo volontario nella RSI a fine guerra si trasferì a Torino per fare l'operaio metalmeccanico e frequentarne l'università diventando poi giornalista. Nel 1962 fondò con Alfredo Cattabiani, Piero Femore e Giovanni Cantoni la casa editrice Edizioni dell'Albero. Fu anche autore di numerosi saggi.
Collaborò e scrisse su vari quotidiani e periodici (anche con gli pseudonimi Amedeo Principi e Cristiano Montaldi), esordendo nel 1951 sulla Voce della giustizia; poi collaborò con il Meridiano d'Italia, Il Nazionale, la Gazzetta del Popolo, Gente, Il Borghese, La Notte, Candido, Il Roma e Il Giornale d'Italia. Diresse il mensile politico-letterario Il Conciliatore.
Negli anni 70 fu inoltre consigliere comunale a Torino per il Movimento Sociale Italiano-Destra Nazionale.

## Opere
- Piero Capello, Cronache di un anno, Torino, Toso editrice, 1961.
- Piero Capello, Gli spaiati, Torino, Edizioni dell'Albero, 1963.
- Piero Capello, Torino nel tempo, Torino, Rigois, 1965.
- Piero Capello, Sigfrido Bartolini, Grosseto, Tipografia Ombrone, 1974.
- Vittorio Enzo Alfieri, Piero Operti: un eretico dell'antifascismo, scritto di Piero Capello, Roma, G. Volpe, 1976.